# In-Laws
In-Laws é uma sitcom exibida pela NBC entre Setembro de 2002 e Janeiro de 2003. O seriado era estrelado por Bonnie Somerville, Jean Smart, Elon Gold and Dennis Farina.

## Premissa
Um homem recém-casado se muda com sua esposa para a casa dos pais dela, tentando assim economizar dinheiro, sem saber que o pai da mulher acabaria virando sua vida ao avesso.

## Elenco
- Dennis Farina como Victor Pellet
- Jean Smart como Marlene Pellet
- Elon Gold como Matt Landis
- Bonnie Somerville como Alex Landis
- Dorie Barton como Stacy Pierson-Paulson

## Episódios
In-Laws teve apenas uma única temporada com 15 episódios produzidos, dos quais 14 foram exibidos pela rede NBC. Após o cancelamento, a série Just Shoot Me! substituiu esta na grade de programação da emissora.
| #  | Título                      | Exibição Original    |
| -- | --------------------------- | -------------------- |
| 1  | Pilot                       | 2002, 24 de Setembro |
| 2  | Fleetwood Matt              | 2002, 24 de Setembro |
| 3  | The Mattress Kings          | 2002, 1 de Outubro   |
| 4  | The Love is the Key         | 2002, 1 de Outubro   |
| 5  | Monopoly Report             | 2002, 8 de Outubro   |
| 6  | Crown Vic                   | 2002, 15 de Outubro  |
| 7  | Love Thy Neighbor           | 2002, 22 de Outubro  |
| 8  | Halloween: Resurrection     | 2002, 29 de Outubro  |
| 9  | Games People Play           | 2002, 12 de Novembro |
| 10 | Lucky Charms                | 2002, 19 de Novembro |
| 11 | If You Can't Stand the Heat | 2002, 3 de Dezembro  |
| 12 | Married Christmas           | 2002, 3 de Dezembro  |
| 13 | Matt Goes Into Labor        | 2003, 7 de Janeiro   |
| 14 | Two Rooms                   | 2003, 14 de Janeiro  |
| 15 | Mother's Nature             | Não exibido          |

## Prêmios
| Ano  | Premiação                  | Categoria                                        | Indicado(s)    | Resultado |
| ---- | -------------------------- | ------------------------------------------------ | -------------- | --------- |
| 2003 | Casting Society of America | Melhor escalação de elenco para piloto de sitcom | Jeff Greenberg | Indicado  |